# Isabelle Delorme
Isabelle Delorme   (Montreal, 4 de novembre de 1900 - Montreal, 20 de febrer de 1991) fou un compositora quebequesa, pianista i professora de música. Com a compositora, les seves obres són de naturalesa lírica i segueixen idees d'harmonia més tradicionals en contraposició a la música d'avantguarda que estava en voga en el seu temps. Va ser una recitalista activa, però es recorda millor pel seu impacte com a professora de teoria de la música.

## Carrera
Va iniciar els seus estudis a l'Escola superior de música d'Outremont amb sor Madelein Marie. Posteriorment, va estudiar en privat amb el pianista Arthur Letondal i els violinistes Albert Chamberland i Agostino Salvetti. El 1918 va obtenir un certificat docent de l'Académie de musique du Quebec.
Delorme va desenvolupar un interès per la composició musical a final dels anys vint. Va continuar la formació formal en aquesta àrea amb Claude Champagne entre els anys 1929-1939. Durant els estius de 1955 i 1956 va estudiar amb Nadia Boulanger al Conservatori nord-americà de Fontainebleau. Va escriure entre els anys 1940 i 1960 un modest cos d'obres simfòniques, obres de piano i música de cambra, totes elles inèdites. Tot i això, diverses de les seves peces van ser interpretades per l'Orquestra CBC de Montreal per a les emissions a la ràdio canadenca, de les quals el seu Andante (1941) va rebre diverses actuacions repetides. Entre les altres obres orquestrals destaquen Fantaisie, Choral et Fugue, Prélude et Fugue, Suite i Berceuse dans le style ancien.
Com a pedagoga, Delorme va començar a exercir com a professor de teoria de la música i de solfeig al recentment format "Conservatoire de musique du Quebec" à Montréal el 1943 a través de la invitació de Wilfrid Pelletier. Va romandre en aquesta escola fins al 1969, període durant el qual també va impartir classes al "Conservatoire de musique du Quebec" à Québec durant uns quants anys i al convent del "Ursuline de Trois-Rivières" entre altres escoles. Va escriure un tractat sobre l'harmonia el 1967, que va obtenir l'admiració de Boulanger, però roman inèdit. Entre els seus estudiants destacats es troben Andrée Desautels, Jacques Hétu, Roger Matton, François Morel i André Prévost.
Va morir a la seva ciutat natal de Mont-real.